# Route nationale 19D (Roumanie)
La DN19D (en roumain : Drumul Național 19D) est une route nationale roumaine du județ de Bihor, reliant le centre-ville de la commune de Săcueni à la frontière avec la Hongrie.